# Tenma
Tenma (jap. てんま, nazwa kodowa Astro-B) – japoński orbitalny teleskop rentgenowski. Wystrzelony rakietą M-3S-3 20 lutego 1983 stał się kolejnym teleskopem rentgenowskim wystrzelonym i obsługiwanym przez ISAS (po satelitach Hakucho z 1979 i Hinotori z 1981). W lipcu 1984 doznał poważnej awarii baterii, co skróciło czas jego pracy do listopada 1985. Teleskop zszedł z orbity i spłonął w atmosferze 19 stycznia 1989.

## Instrumenty naukowe
- Gas Scintillation Proportional Counter
- X-ray Focusing Collector
- Hadamard X-ray Telescope